# Anselmo Cifuentes

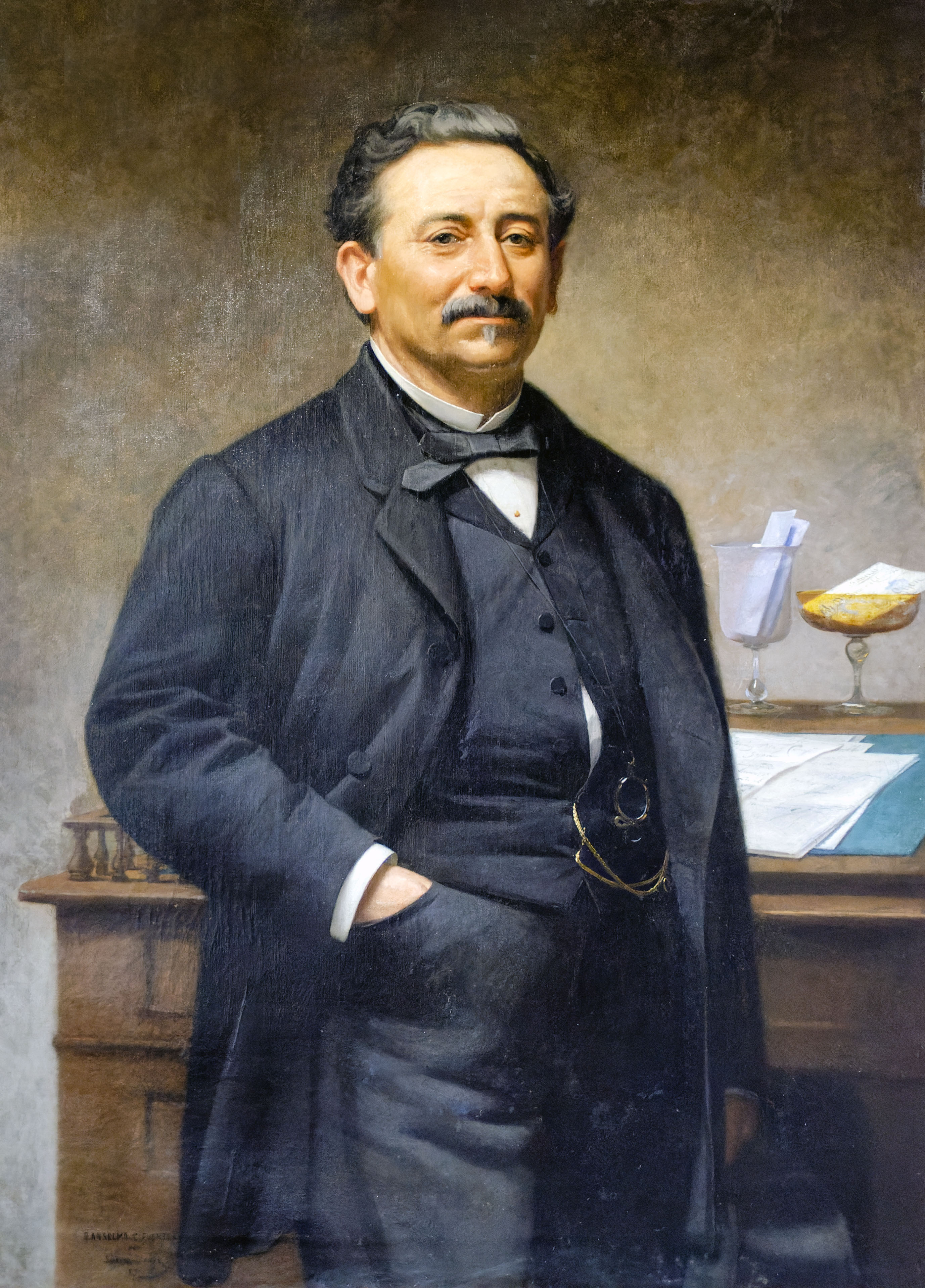
Anselmo Cifuentes retratado por el pintor Ignacio Suárez Llanos

Anselmo Cifuentes Díaz (1833-1892) fue un empresario español.  Relevante empresario asturiano pionero y emprendedor de la industria de Gijón en la que participó en la fundación de importantes empresas como la cristalera "La Industria" y la fundición "Cifuentes, Stoldtz y Cía.", participación en navieras, potenciación del puerto de Gijón y de otros muchos negocios entre los que se encontraba el periodismo, participó en la fundación del periódico El Comercio y la banca.
Fue concejal del  Ayuntamiento de Gijón y le fue otorgada la gran cruz de la Orden de Isabel la Católica y fue comendador de número de la Orden de Carlos III. Una importante calle de Gijón lleva su nombre.

## Biografía
Anselmo Cifuentes nació en la ciudad asturiana de Gijón en 1822. Vivió en un periodo histórico de gran auge industrial en la tierra asturiana con la explotación de las minas de carbón del valle del Nalón y el comienzo de la metalurgia a gran escala con las instalaciones de los altos hornos en Langreo y Aviles. En este período histórico Anselmo Cifuentes participó activamente creando e impulsando varias industrias y negocios.
Entre las industrias en las que participó activamente destacan la fábrica de vidrios "La Industrial, Cifuentes, Pola y Cia." fundada en 1844 cuando contaba con veintidós años de edad, la "Fábrica de Maquinaria, Fundición, Calderería y Dique Seco de Cifuentes, Stoldtz y Compañía" en 1877 en El Humedal que luego también se dedicaría a la construcción y reparación de buques mediante su filial Cifuentes, Stoldtz y Compañía después de haber pasado por una etapa previa de fabricación de bienes de equipo. Esta firma se instala en el Natahoyo en 1888. La firma "Cifuentes, Stoldtz y Cía." se integró en 1940 en la empresa siderúrgica Duro Felguera.
Participa en 1871 en la creación del Victoria, conocido como "El Muellin", donde en esa fecha ya disponía de amplios almacenes.
En 1872 fue elegido concejal del Ayuntamiento de Gijón y en 1878 junto con Óscar Olavarría, Florencio Valdés, Calixto Alvargonzález y Ángel García Rendueles funda el diario El Comercio.
Murió el 15 de diciembre de 1892 en su ciudad natal y su cadáver fue conducido al cementerio General a las 6 y media de la mañana del día 16 iluminada la comitiva con hachones de cera.